# Heinz Schnelle

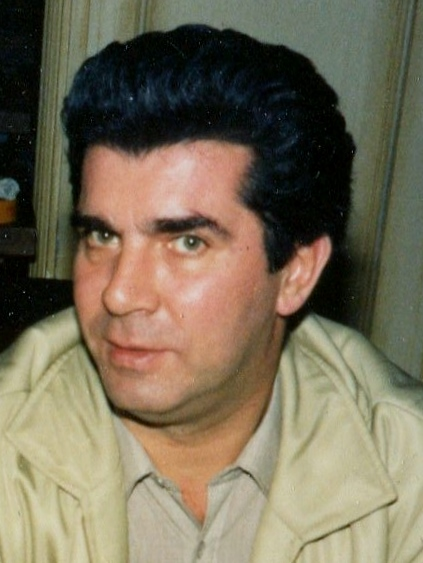
Heinz Schnelle 1981

Heinz Schnelle  (* 3. Mai 1935 in Wilhelmshaven) ist ein deutscher Gewerkschafter und ehemaliges Mitglied der Hamburgischen Bürgerschaft  für die SPD.

## Leben
Von 1941 bis 1952 besuchte Heinz Schnelle die Schule mit Abschluss Mittlere Reife und machte danach eine Lehre als Feinmechaniker. Von 1953 an arbeitete er neben seinem Beruf ehrenamtlich für die Gewerkschaft IG Metall.
In den Jahren 1956 und 1957 bekam Schnelle ein Stipendium des Deutschen Gewerkschaftsbundes für ein Studium an der Sozialakademie Dortmund. Im Anschluss daran stellte ihn die Gewerkschaft als Gewerkschaftssekretär in Kiel ein. Von 1958 bis 1966 arbeitete er für die Gewerkschaft in Lübeck weiter. 1966 wurde er zu einer Unterorganisation des DGB, der Gewerkschaft öffentliche Dienste Transport und Verkehr, nach Hamburg  versetzt. Die Mitglieder dort wählten ihn zum stellvertretenden Vorsitzenden des ÖTV-Bezirks Hamburg.
Als Arbeitnehmervertreter zog er in die Aufsichtsräte der Hamburger Hafen- und Lagerhaus-Aktiengesellschaft (HHLA) und der Hamburger Gaswerke ein.
Heinz Schnelle ist verheiratet und hat zwei Söhne.

## Politik
1955 trat Schnelle in die SPD ein. Seine politische Heimat ist der SPD-Kreis Hamburg-Harburg. Er gehörte Vorständen vom Ortsverein bis zur SPD-Landesorganisation an. Von 1970 bis 1978 wurde er in die Bezirksversammlung Harburg gewählt.
Von 1978 bis 1991 zog er als Abgeordneter in die Hamburgische Bürgerschaft ein und widmete seine politische Arbeit dort vor allem dem Ausschuss für Hafen und Wirtschaft und dem Ausschuss für Inneres und den öffentlichen Dienst.
Außerhalb des Parlaments wurde er Mitglied im Verwaltungsausschuss beim Arbeitsamt Hamburg.